# イルルヤンカシュ

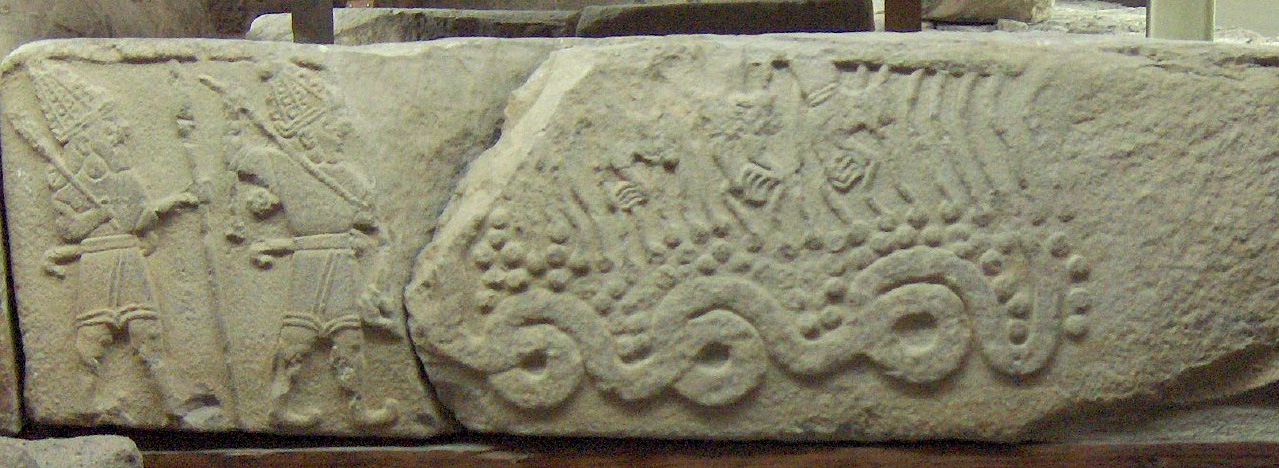
マラティアにある岩壁に彫られた、嵐神に殺されるイルルヤンカシュ（ルヤンカス竜）。紀元前1500年頃のもの。

イルルヤンカシュ (Illuyankas) は、ヒッタイト神話に伝わる蛇または竜である。イルヤンカ (Illyanka, Illuyanka)、ルヤンカスとも表記される。名前の意味は「蛇」で、ハッティ語に由来していると考えられている。この名称は固有名詞ではないとされ、先住民言語起源説が通説だが、印欧語起源説もある。イルルヤンカシュの神話はハットゥシャ出土の粘土板に記載されている。
なお、右のレリーフは物語の一場面である。

## 神話
神話としては、プルリヤシュ祭で読まれる嵐の神と竜とが争う物語が2バージョン残っている。

### 1つ目の物語
1つ目の物語では、嵐神プルリヤシュとイルルヤンカシュが争った時、イルルヤンカシュの強大な力の前に天候神である嵐神は敗れ去る。そこで風と大気の神である女神イナラシュ（イナラ）に助力を求めた。
イナラシュは盛大な酒宴を開き、イルルヤンカシュを招き、イルルヤンカシュを泥酔状態にした。それだけでは暗殺成功には不十分と考えた女神は人間の中から男を選び「泥酔して動けなくなったイルルヤンカシュを縛るのにはぜひとも人間の力が欲しい」と願い出た。その人間とはフパシヤシュという名の男であった。フパシヤシュは女神イナラシュと一夜を共にすることを条件に協力を願い、イナラシュはその条件を承諾した。女神と一夜を共にし己の欲望を満たし、しかも女神と交わったことによって神の力まで得たフパシヤシュは命令どおりイルルヤンカシュを縛り上げた。その後、嵐神によりイルルヤンカシュは殺されることになった。
しかし、フパシヤシュは役目を果たしたにもかかわらず、女神が彼のために用意した家に軟禁される。しかも女神が人間界にいるときは窓を開けてはならないという規則まで設けた。フパシヤシュが自分の妻子を見たら里心がつくからだと女神は言った。女神と交わり、イルルヤンカシュを捕えたフパシヤシュはもう人の世に戻ることが許されない身となっていた。しかし女神の居ない間にフパシヤシュは窓を開けてしまった。そして、故郷を見下ろしたフパシヤシュは故郷に戻りたい気持ちになった。家に帰ってきた女神イナラシュは、帰郷を願い出たフパシヤシュに対して怒り、彼を殺した。

### 2つ目の物語
2つ目の物語では、嵐神がイルルヤンカシュに敗れ、嵐神は蛇に心臓と眼を奪い取られる（これは神としての力を奪われたと解釈される）。イルルヤンカシュに逆襲すべく、嵐神は貧しい人間の娘と結婚した。
嵐神と人の間の子である半神（男児）が成長すると、嵐神はその息子をイルルヤンカシュの娘に婿入りさせた。嵐神は「妻の家を訪れたときに心臓と眼の在り処を聞きだせ」と息子に命じた。息子はイルルヤンカシュに眼と心臓のその在り処を尋ね、それらを譲り受けた。息子から目と心臓を渡されると、嵐神は本来の力を蘇らせた。嵐神は再びイルルヤンカシュに挑むが息子はイルルヤンカシュ側にいた。「我を助けるな」と、息子は天に向かって叫んだ。その声を聞いた嵐神は、自分の息子ごと心置きなくイルルヤンカシュを殺した。

## 他の神話との類似
こうした、竜神が嵐神（天候神）に退治される神話は広く世界中に普及しており、ギリシア神話のテューポーンなどが例に挙げられる。それは水神から天空神への信仰の転換点であるとも言われている。特にテューポーンとゼウスが争う神話との類似は古くから論じられている。